# Медеја (покрајина)
Медеја (арап. ولاية المدية), једна је од 48 покрајина у Народној Демократској Републици Алжир. Покрајина се налази у северном делу земље у планинском појасу венца Атласа.
Покрајина Медеја покрива укупну површину од 8.866 km² и има 830.943 становника (подаци из 2008. године). Највећи град и административни центар покрајине је град Медеја.